# Urbanická brána
Urbanická brána je geomorfologický okrsek v Polabí ve střední části Chlumecké tabule, ležící na rozhraní okresu Hradec Králové v Královéhradeckém kraji, okresu Pardubice v Pardubickém kraji a okresu Kolín ve Středočeském kraji. Nadvakrát příčně propojuje údolí řek Labe a Cidliny, jejím delším (západovýchodním) ramenem vedou důležité dopravní tahy mezi Prahou a Hradcem Králové (železnice č. 020, silnice I/11).

## Poloha a sídla

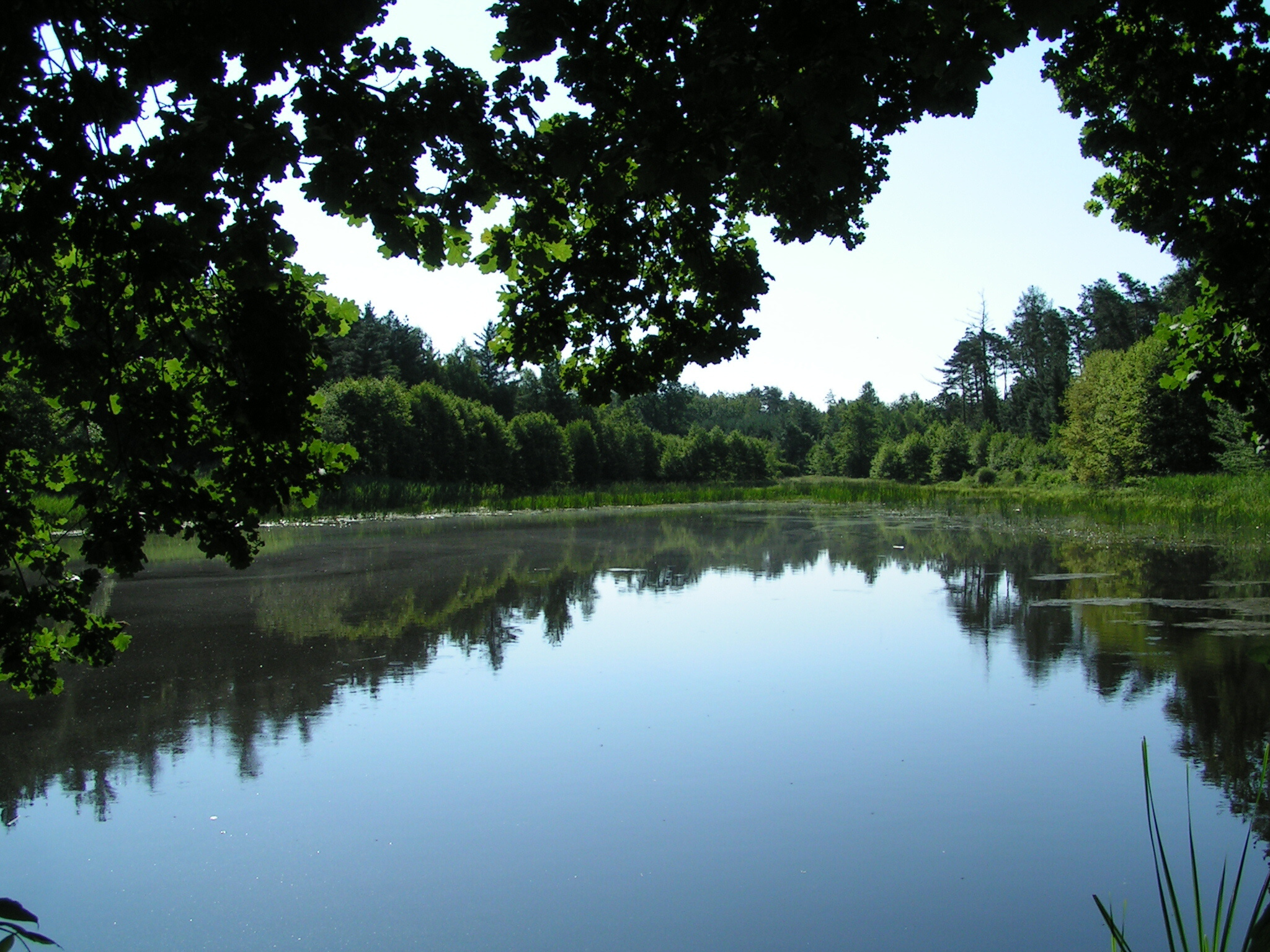
Lesní rybník Horní Flajšar

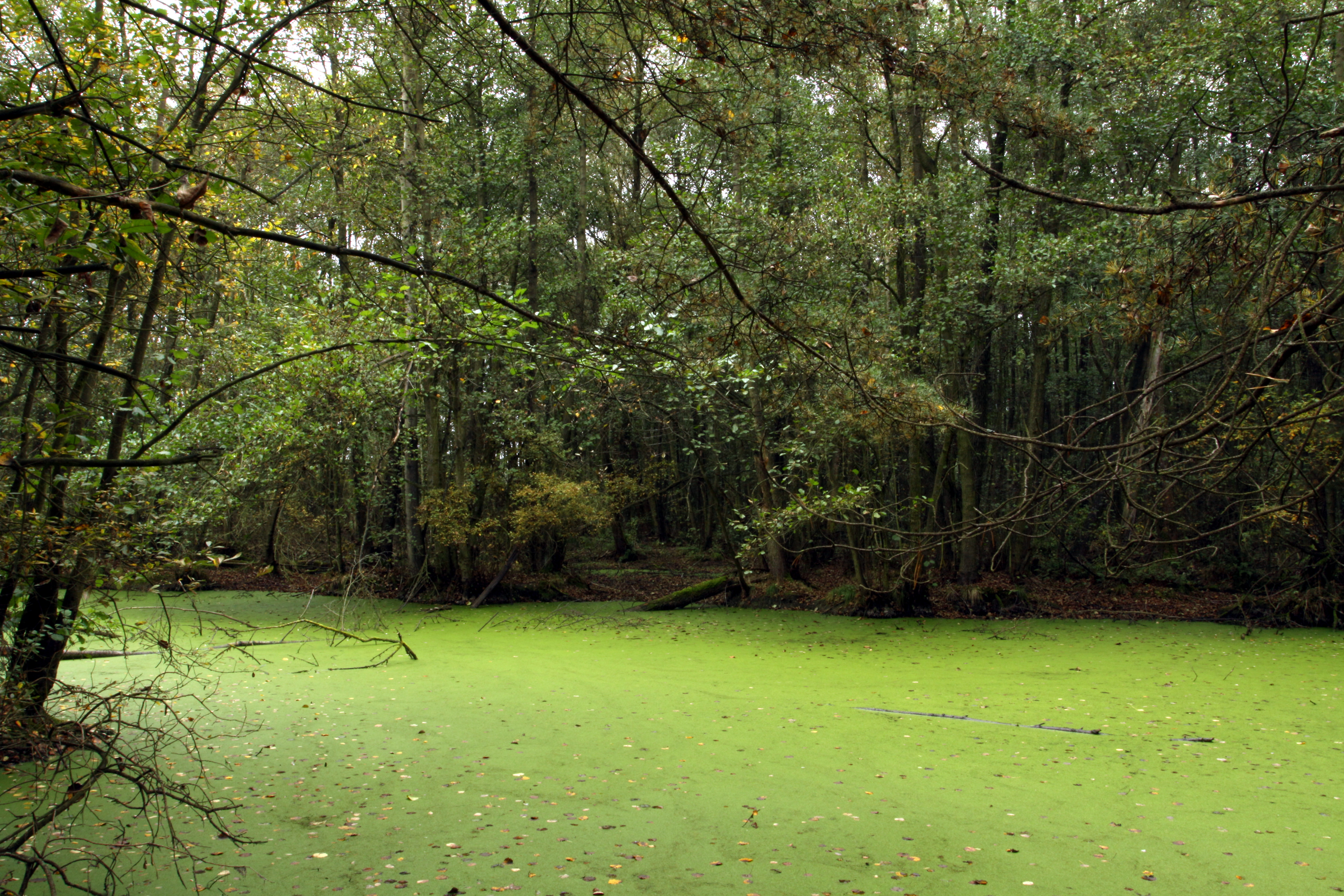
Přírodní památka Pamětník

Území okrsku ve tvaru položeného písmene „L“ se nachází zhruba mezi sídly Chlumec nad Cidlinou (na severozápadě), Babice (na severu), Praskačka (na východě), Dobřenice a Chudeřice (na jihu), Klamoš (v ohybu okrsku), Strašov a Hlavečník (na jihozápadě) a Žiželice (na západě). Uvnitř okrsku leží eponymní obec Urbanice, větší obce Lhota pod Libčany, Roudnice a Kratonohy, částečně též město Chlumec nad Cidlinou.

## Geomorfologické členění
Okrsek Urbanická brána (dle značení Jaromíra Demka VIC–1B–6) náleží do celku Východolabská tabule a podcelku Chlumecká tabule.
Dále se člení na podokrsky Praskačská brána na východě, Chlumecká brána na severozápadě a Kundratická brána na jihozápadě.
Brána sousedí s dalšími okrsky Východolabské tabule: Krakovanská tabule na západě, Barchovská plošina a Libčanská plošina na severu, Dobřenická plošina na jihu, Smiřická rovina na východě a Kladrubská kotlina na jihozápadě.

## Významné vrcholy
Významným bodem Urbanické brány je Oktaviánov (225 m n. m.)
Nejvyšším bodem je vrstevnice (242 m n. m.) při hranici s Libčanskou plošinou.